# アメーバ

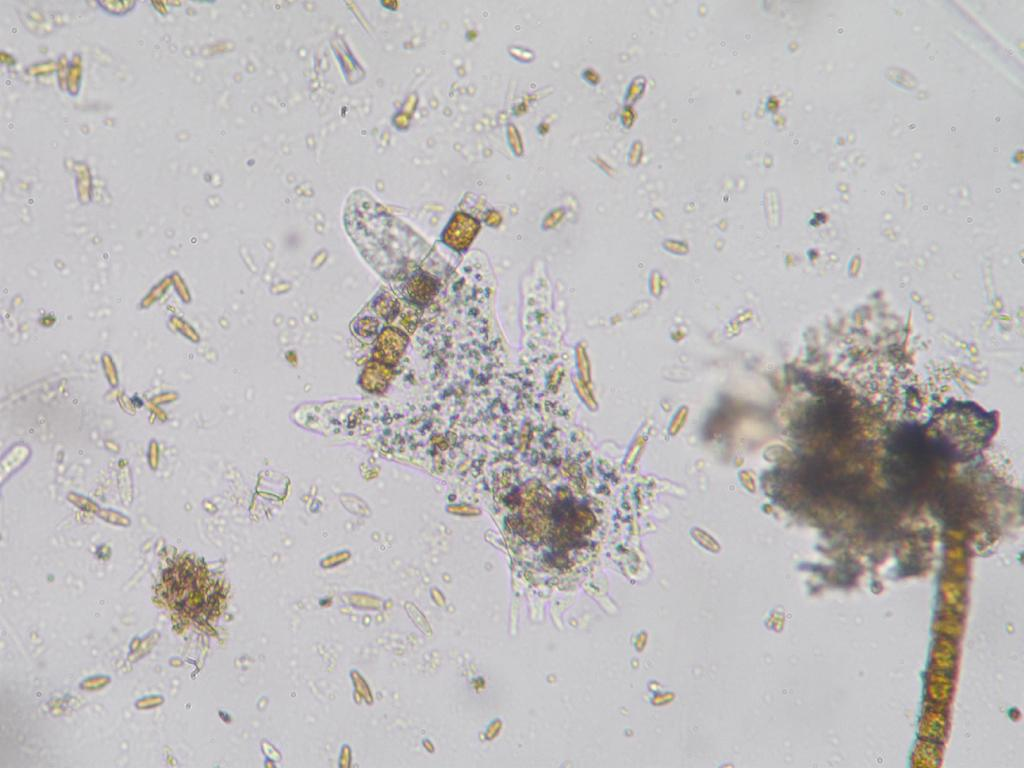
典型的な大型アメーバ
（Polychaos?）

アメーバ（amoeba, ameba, amœba）は、単細胞で基本的に鞭毛や繊毛を持たず、仮足で運動する原生生物の総称である。また仮足を持つ生物一般や細胞を指してこの言葉を使う場合もある。ギリシア語で「変化、変形」を意味する ἀμοιβή (amoibē) に由来する。 
アメーバという語は意味が広いため、この項ではまず分類学的にもまとまっている典型的なアメーバについて説明し、その後で様々な「アメーバ」と呼ばれる生物について概要を述べ、最後に「アメーバ」と呼ばれる細胞について述べる。アメーバという語の一般社会での用法については最後にまとめる。

## 基本的特徴
典型的なアメーバは、幅広い仮足（葉状仮足）を持ち殻を持たないものである。古くはそのほとんどをアメーバ属（Amoeba）に所属させたが、現在では様々な属に細分されている。代表的な種としてはオオアメーバ（Amoeba proteus）がある。和名としてはアメーバが使われるが、かつてはアメムシというのがあった。

### 形態
大型のものは1 mmを越えるが、多くは10-100 μm程度である。細胞内には核があるが、単核のもの、多核のものがあり、分類群によって異なる。細胞の後端には円盤形の収縮胞が一つある。
アメーバは基本的に鞭毛や繊毛をもたないが、移動の際は細胞内の原形質流動によって、進行方向へ細胞質が流れるに従い、その形を変えるようにして動く。この運動をアメーバ運動という。この時に原形質流動によって突き出される部分を、足になぞらえて仮足（かそく）または偽足（ぎそく）という。仮足の先端は幅広く丸くなっており、プラズマレンマという透明な層が見られる。
細胞体は透明で、体内には多数の顆粒が見え、特に内部の層では運動にしたがってそれらが流動するのが見られる。また、進行方向の反対側の端は、内部の細胞質が前方に流れるにつれて縮んでゆくが、その部分に独特の突起を数個、常に束のようにしてつけるものがあり、これを原形質突起という。
アメーバ類は原形質流動によって移動し、そのため外見が変わり続けるため、「一生の内で二度と同じ形を取らない」などと言われることもある。しかし、一般に言われるようなまったくの不定形ではなく、おおよその形は属や種によって決まっている。大ざっぱに分けると、次の三つの型がある。
- 幅広い仮足を常に一つだけ出すもの。全体としては楕円形かナメクジ状になる。普通は進行方向が幅広くなる。
- 2-数個の仮足を出すもの。これが最もアメーバらしい姿で、形の変化も激しい。
- 多数の細い棒状の仮足を出すもの。

環境条件や状況によって型を変えるものもあるので、これらの違いが種の違いであるとは必ずしも言えない。さらに仮足の形質や核の構造などによって細かく分類されている。しかし、同一種内でも、系統による差がいろいろあるようで、難しい点もあるようである。

### 生態
無殻アメーバは、大型アメーバと小型アメーバとに大別することができる。大型のものは、一般に静かな淡水に多く、水中の落ち葉や水草の上などをはい回って生活するものが多い。水田などでもよく見られる。また、浮上形態と呼ばれる太陽虫のような姿もしばしば見ることができる。仮足を長細く十〜数十本伸ばして浮遊する。小型のものは、土壌中に住むものが多く、土壌微生物を培養すると、寒天培地の表面に出てくる。土壌が乾燥化するとシストと呼ばれる丸くて不活発な形態に移行し、乾燥に耐える。これを耐久性シストと呼ぶ。耐乾性に乏しい擬似シスト、あるいは増殖シストと呼ばれるものもある。また、一部のアメーバでは有性シストを形成するものがある。大型のものはシストを形成する種が比較的少ない。シストの厚い膜は用が済むと脱ぎ捨てられる。
また、他の動物に寄生生活をするもの、寄生生活と自由生活の両方を行うものがある。後者は両生 (amphizoic) アメーバと呼ばれる。
繊毛虫等の他の微生物を食べて生活する。食べる時は、仮足で餌を包むようにして、細胞内に取り込む、いわゆる食作用を行なう。取り込んだ餌のはいる空胞を食胞といい、この中で消化が行われ、栄養分は膜を通して吸収される。
アメーバは分裂によって増殖する。これまで典型的なアメーバでは有性生殖が観察されていない。実は本当に有性生殖を欠いていて、それが系統による形質の差ともかかわりがある、という可能性が示唆されている。

### 人間との関わり
人間との関わりはほとんどない。名ばかり知られているが、一生その姿を見ない人も多いと思われる。
ただし一部には病原性のものがある。赤痢アメーバはヒトの腸に寄生し、赤痢に似た症状のアメーバ赤痢を引き起こす。アカントアメーバ(Acanthamoeba spp.)は普段は土壌や水溜まりに棲息しているが、コンタクトレンズの保存液中で繁殖して激しい角膜炎をおこし、失明に至ることがある。アカントアメーバやBalamuthia mandrillarisはアメーバ性肉芽腫性脳炎を引き起こすことがある。また、ネグレリア・フォーレリ (Naegleria fowleri)は原発性アメーバ性脳髄膜炎を引き起こし、"人食いアメーバ"と呼ばれる事もある。また、様々な自由生活性アメーバがレジオネラ症の病原体（レジオネラ菌）の繁殖宿主として働いていることがわかっている。

### 分類

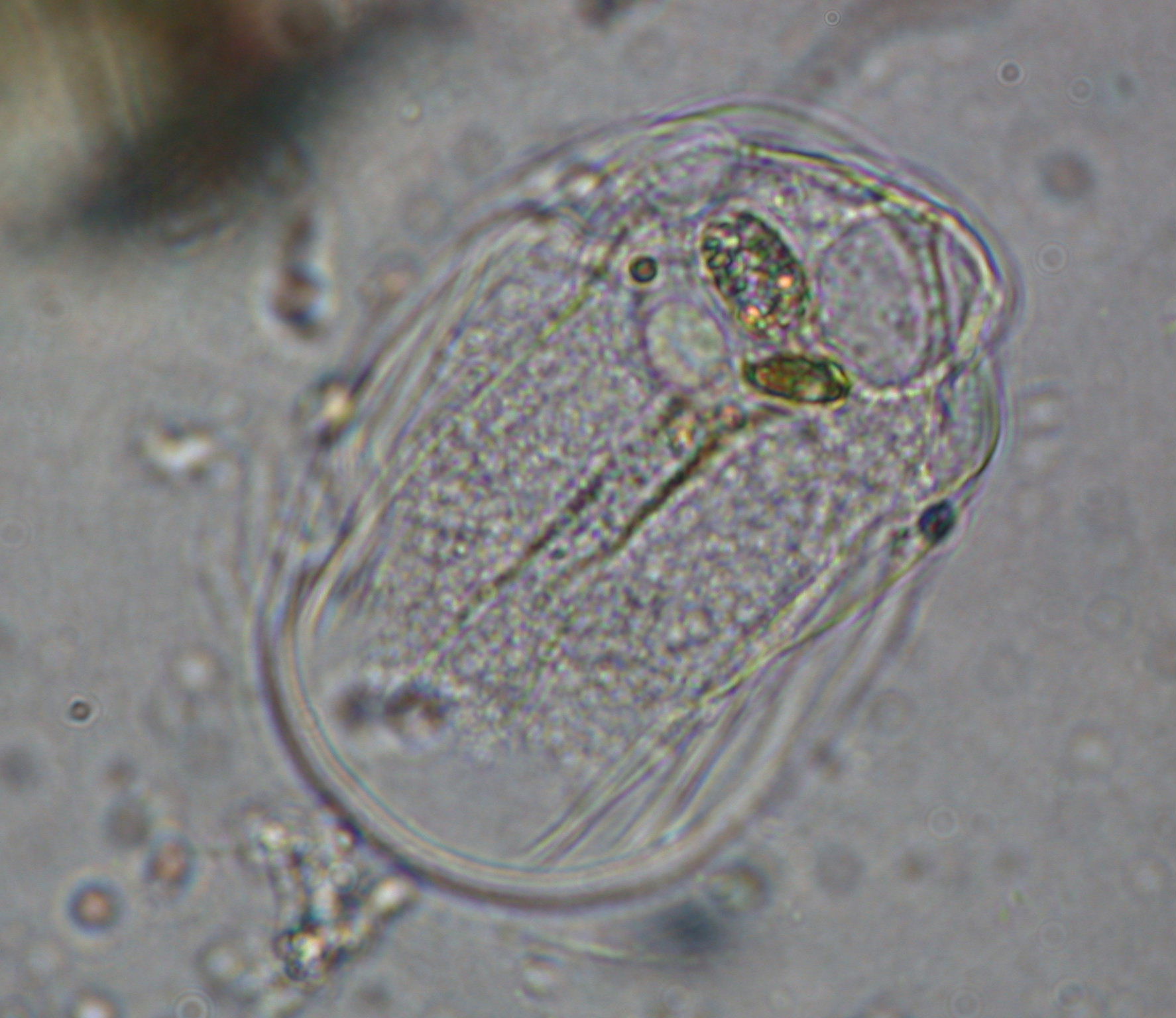
スジアメーバThecamoeba striata?
単一の仮足のみを持つ

アメーバのように鞭毛や繊毛を持たずに仮足を備える原生生物は、かつては原生動物門肉質虫綱（または鞭毛虫と合わせて有鞭肉質虫綱）に分類されていた。アメーバ類は、その中で仮足の種類や殻の有無などに注目して分類され、特にこれまで述べてきた典型的なアメーバをアメーバ目としてまとめていた。
しかし次第にこうした運動様式や外形に着目した分類体系は生物の系統を反映しておらず、肉質虫類（広義のアメーバ類）は多系統的な群であると考えられるようになった。多細胞動物を含むさまざまな細胞がアメーバ運動をすることから、アメーバ運動は細胞の持つ古い基本的な形質（祖先形質）である可能性が考えられる。もしそうであれば、肉質虫やアメーバを一つの仲間と見ることは、先祖形質を共有することで分類群をまとめようとすることであるから、無理があるのは当然だと言うことになる。これについては肉質虫の項を参照。
電子顕微鏡観察と分子系統解析によってアメーバ類の分類体系は大きく変革されつつある。2000年代に入ってからの分子情報の蓄積と解析手法の成熟によって得られた骨子は、大まかにいってアメーボゾア（アメーバ動物門）とリザリアとに二分するものである。かつてのアメーバ目のように葉状仮足をもつアメーバ類は粘菌類と合わせてアメーボゾアに、それ以外の多くのアメーバ類は他の様々な肉質虫類と一緒にリザリアなどに分けられている。しかし細部についてはなお不明確な点が多く、今後いっそうの研究が待たれる状況である。そこで、ここでは典型的なアメーバであるかつてのアメーバ目の再編の概要を示すにとどめる。
| アメーバ目         | アメーバ目                         | アメーボゾア     | アメーボゾア         |
| 亜目               | 科                                 | 綱・亜綱         | 目                   |
| ------------------ | ---------------------------------- | ---------------- | -------------------- |
| 管形 Tubulina      | アメーバ科 Amoebidae               | ツブリネア綱     | 真アメーバ目         |
| 管形 Tubulina      | エントアメーバ科 Entamoebidae      | アーケアメーバ綱 | エントアメーバ目     |
| 管形 Tubulina      | ハルトマネラ科 Hartmannellidae     | ツブリネア綱     | 真アメーバ目         |
| 有皮 Thecina       | テカアメーバ科 Thecamoebidae       | ディスコセア綱   | テカアメーバ目       |
| 有皮 Thecina       | ストリアメーバ科 Striamoebidae     | ディスコセア綱   | テカアメーバ目       |
| 有皮 Thecina       | ディスクアメーバ科 Discamoebidae   | ディスコセア綱   | ヴァンネラ目         |
| 扇形 Flabellina    | ヒアロディスカス科 Hyalodiscidae   | （解体）         | （解体）             |
| 扇形 Flabellina    | フラベルラ科 Flabellulidae         | （解体）         | （解体）             |
| 角足 Conopodina    | マヨレラ科 Mayorellidae            | ディスコセア綱   | デルモアメーバ目     |
| 角足 Conopodina    | パラメーバ科 Paramoebidae          | ディスコセア綱   | ダクティロポディダ目 |
| 棘足 Acanthopodina | アカントアメーバ科 Acanthamoebidae | ディスコセア綱   | アカントポディダ目   |
| 棘足 Acanthopodina | エキナメーバ科 Echinamoebidae      | ツブリネア綱     | エキナメーバ目       |

参考のために、かつてアメーバ目に属していた主要なアメーバを列記する。亜目、科などは最新の知見を反映していない所があるので、あくまで参考にとどめてほしい。
アメーバ目（変形虫目）　Amoebida
- 管形亜目 Tubulina
  - アメーバ科 Amoebidae: アメーバ属 Amoeba（オオアメーバ Amoeba proteus など）、カオス Chaos、Metachaos、Stygamoeba、Trichamoeba、ヒドラヤドリアメーバ Hydramoeba hydroxena （ヒドラに外部寄生）、Polychaos、Pseudothecamoeba
  - エントアメーバ科 Entamoebidae: Endamoeba、Cytamoeba、エントアメーバ Entamoeba（赤痢アメーバ E. histolytica）、歯肉アメーバE. gingivalis、大腸アメーバE. coli など）、ヨードアメーバIodamoeba、Endolimax、二核アメーバDientamoeba、Pansporella
  - ハルトマネラ科　Hartmannellidae: Hartmannella、Glaeseria、ナメクジアメーバ Saccamoeba limax、Rhizamoeba、Cashia
- 有皮亜目 Thecina
  - テカアメーバ科 Thecamoebidae: テカアメーバ 　Thecamoeba（スジアメーバ T. striata、アツカワアメーバ T. verrucosa など）
  - ストリアメーバ科 Striamoebidae: ストリアメーバ Striamoeba
  - ディスクアメーバ科 Discamoebidae: Sappinia、ディスクアメーバ Discamoeba、Clydonella、Unda、Platyamoeba、Lingulamoeba、Pessonella、Vannella
- 扇形亜目 Flabellina
  - ヒアロディスカス科 Hyalodiscidae: Gibbodiscus、ヒアロディスカス Hyalodiscus、Ovalopodium
  - フラベルラ科 Flabellulidae: Flamella、Rosculus、フラベルラ Flabellula
- 角足亜目 Conopodina
  - マヨレラ科 Mayorellidae: Vexillifera、マヨレラ Mayorella、Triaenamoeba、Striolatus、Dinamoeba、Flagellipodium、Boveella、Oscillosignum、Subulamoeba
  - パラメーバ科 Paramoebidae: パラメーバ Paramoeba
- 棘足亜目 Acanthapodina
  - アカントアメーバ科 Acanthamoebidae: アカントアメーバ Acanthamoeba
  - エキナメーバ科 Echinamoebidae: Filamoeba、エキナメーバ Echinamoeba、Stachyamoeba

## 多様性
上記に述べた典型的なアメーバ（旧来のアメーバ目）以外に、さまざまな特徴を備えたアメーバ類が数多く知られている。肉質虫の項も参照のこと。

### 殻
アメーバ類にはキチン質・珪酸質・砂質など様々な素材でできた殻を持っているものがある。その場合、細胞の大部分は殻の中にあり、殻から仮足を出して運動している。特に葉状仮足を持つナベカムリ目の一群は、有殻アメーバと呼ばれてよく研究されていて、新しい体系ではツブリネア類に含まれることがわかっている。

### 仮足
典型的なアメーバが幅広い葉状仮足を持つのに対し、細長い糸状仮足を持っているものがある。かつては糸状根足虫としてまとめていたが、生物の系統の様々な場所にばらばらに現れ、典型的なアメーバからも縁遠いものが多い。殻を持つもの（有殻糸状根足虫類）が多いが、イトアシアメーバ(Penardia)のように無殻のものもある。またビオミクサは糸状の仮足が先で癒合する網状仮足を持ち、同じく網状仮足を備える有孔虫類に近い位置に分類されるが、殻はない。これら葉状仮足以外のアメーバはリザリアに含まれるものが多いが、例外もまた多いため早合点は禁物である。

### 鞭毛
外見はアメーバでありながら、生活環の一時期に鞭毛を持って泳ぐものもいる。糸状仮足のものが多い。ネグレリア(Naegleria)類は葉状仮足を持ち外見上はほとんど典型的なアメーバであるが、水中を鞭毛で泳ぐこともできる。温泉や浴場などで繁殖し、人間に寄生して脳炎を起こす種(Naegleria fowleri など)が知られている。

### ミトコンドリア
嫌気的な環境に住むアメーバ類には、エントアメーバやペロミクサなどのように、明瞭なミトコンドリアや小胞体・ゴルジ体などが認められないものがある。この特徴から、複雑な細胞内小器官を発達させる以前の極めて原始的な真核生物と考えられたことがあり、その経緯から古アメーバ類とも呼ばれている。しかし現在では、ミトコンドリアや小胞体などを備えた真核生物から、二次的に明瞭な構造を失って成立した生物であることが明らかになっている。エントアメーバではミトコンドリアが全く無いのではなく、その痕跡と考えられるマイトソーム(mitosome)があることが知られている。ペロミクサではミトコンドリアの代わりと考えられる共生細菌を持っている。

### 葉緑体
緑色で光合成をしているアメーバ類も知られている。多くの場合は藻類を一時的に共生させているだけであるが、本当に葉緑体をもっているアメーバもある。クロララクニオ藻類は、糸状仮足をもつアメーバでありながら、緑藻類を細胞内共生させたものに由来する、真の葉緑体をもっている。また有殻糸状根足虫である Paulinella chromatophora は、シアノバクテリア由来の葉緑体「シアネレ」を持っている。

### 粘菌
粘菌類では生活環のある時期でアメーバのような姿をとる。細胞性粘菌では、小さなアメーバ状の細胞が多数集まって子実体のようなものを形成して胞子を作る。一方、変形菌（真性粘菌）の変形体は、巨大な多核の細胞が原形質流動によって運動するため、これを粘菌アメーバなどと称することもある。特に発生初期の小型のものではアメーバとあまり差がない。他群との類縁関係に関する考え方に非常にふれの大きかった群であるが、これら粘菌類は実は典型的なアメーバ類と近縁であり、巨大な変形体と耐久胞子をよく発達させたアメーバ類と見なせる、というのが現在の考え方である。

## 細胞の姿としてのアメーバ
アメーバ運動をする細胞は、このほかの原生生物にも存在する。寄生性で細胞内寄生のものは、往々にして宿主の細胞内でアメーバ状の姿をとるものがある（ツボカビ類のボウフラキン・ネコブカビなど）。
多細胞生物の体内の細胞にも、独立してアメーバ運動によって移動する細胞が多く存在する。もっとも有名なのは、我々脊椎動物の血液中の白血球である。また普通の状態では運動しない細胞でも、条件しだいでアメーバ状の運動をする場合がある。例えば皮膚などの上皮細胞は、傷ができた時には周りから移動して傷をふさぐ。また癌細胞も移動時の一形態としてこのような姿をとることがある。このように独立した生物でなくとも、アメーバ運動をする細胞は種々様々にあり、それらを便宜的にアメーバという場合がある。仮足の項も参照のこと。

## 一般社会での用法
アメーバという語は本体以上に広く知られ、とにかく変幻自在な変な不定形の生物と認められている。そのために不定型なものをアメーバ的などという用法がある。
他にも、その増殖速度から、急激に拡大する事物の比喩として用いられることもある（「雨後の筍」とほぼ同義）。